# Kosmos 11
Kosmos 11 – radziecki satelita technologiczny, pierwszy z serii DS-A1. Służył do testowania systemów komunikacji i łączności na użytek radzieckich wojsk jądrowych. Urządzeń tych użyto później w satelitach typu Uragan. Oficjalnie służył do badania promieniowania kosmicznego, promieniowania z wybuchów jądrowych, oraz badań pasów radiacyjnych.